# روبرتاس ژولپا
روبرتاس ژولپا (لیتوانیایی: Robertas Žulpa؛ زادهٔ ۲۰ مارس ۱۹۶۰) یک شناگر اهل اتحاد جماهیر سوسیالیستی شوروی است.
وی در مسابقات کشوری و بین‌المللی در مجموع برندهٔ ۵ مدال طلا، ۱ مدال نقره و ۱ مدال برنز شده‌است.